# Jeremy Browne (11e marquis de Sligo)
Jeremy Ulick Browne, 11e marquis de Sligo (4 juin 1939 - 13 juillet 2014), titré comte d'Altamont jusqu'en 1991, est un pair et homme d'affaires britannique et irlandais.

## Biographie
Jeremy Browne est le fils aîné de Denis Browne, 10e marquis de Sligo et de Jose Gauche. Il fait ses études à la Ludgrove School et brièvement au Royal Agricultural College, qu'il quitte après seulement deux années. Il retourne en Irlande et aide à gérer le domaine familial de Westport House.
Pendant les troubles, le domaine est envahi par des partisans de l'IRA qui agite des drapeaux noirs en soutien à la grève de la faim irlandaise de 1981, une situation qu'il désamorce[réf. nécessaire]. En mai 2014, il publie son livre, A Life at Westport House: 50 Years A-Going.
Lady Sligo est la belle-fille de l'ancienne vicomtesse Ruthven de Canberra, compagne de son père qui devient en 1952 le beau-père de deux jeunes beaux-fils, le comte de Gowrie et son frère le journaliste et érudit islamique Malise Ruthven. En 2014, Lord Sligo décède et ses filles héritent du domaine familial de Westport tandis que son cousin Sebastian Browne lui succède comme marquis.
Lord Sligo présente un projet de loi d'initiative parlementaire à Dáil Éireann en 1990 pour permettre la dissolution d'une fiducie familiale qui empêcherait ses cinq filles d'hériter de Westport House en raison de leur sexe féminin. Cependant ce projet de loi n'a pas abouti et le domaine, qui était dans la famille Browne depuis le début du XVIIIe siècle, est vendu par ses filles.

### Chambre des lords
Il siège à la Chambre des lords du 11 septembre 1991 au 11 novembre 1999. Il est recensé comme n'ayant jamais pris son siège ni pris part aux débats à la chambre. Il est exclu en vertu de la House of Lords Act 1999.

## Famille
Il épouse, le 26 octobre 1961, Jennifer June Lushington Cooper, fille de George Derek Cooper et de Pamela Armstrong-Lushington-Tulloch. Ils ont 5 filles.
- Sheelyn Felicity Browne (1er juin 1963 - )
- Karen Lavinia Browne (3 juillet 1964 - )
- Lucinda Jane Browne (18 mai 1969 - )
- Clare Romane Browne (23 décembre 1974 - )
- Alannah Pamela Josephine Grace Browne (1980 - )

## Décorations
- Médaille du jubilé d'or d'Élisabeth II (6 février 2002)
- Médaille du jubilé de diamant d'Élisabeth II (6 février 2012)